# Forțele Aeriene Române
Le Forze Aeree Romene (in romeno Forțele Aeriene Române) sono l'attuale aeronautica militare della Romania e parte integrante delle forze armate romene.

## Storia

### Gli inizi

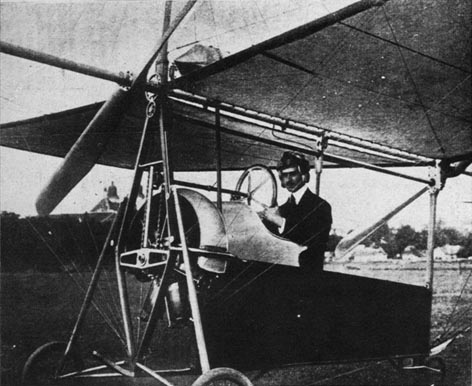
Aurel Vlaicu con il suo prototipo di Vlaicu I.

La Romania è stata una delle prime nazioni al mondo ad avere una propria forza aerea, nel 1910.
Il primo aereo di progettazione rumena fu costruito nell'Arsenale Militare e tenne il volo inaugurale il 17 giugno 1910 con un aeromobile Vlaicu I, costruito a Bucarest dall'ingegnere/aviatore Aurel Vlaicu.
Già nel 1913 la forza aerea rumena ordinò 34 aeromobili, dei quali 16 Bristol-Coandă, progettati dall'ingegnere Henri Coandă
I successivi piloti, Ştefan Protopopescu e Gheorghe Negrescu, vennero addestrati nel Complesso aeronautico di Chitila (in rumeno: Complexului Aeronautic de la Chitila) situato nei pressi della capitale, fondato da Mihail Cerchez nel novembre 1909 e il modello usato per l'addestramento era un Farman III modello 1909 costruito su licenza..
Le prime missioni di guerra vennero effettuate nell'ambito della seconda guerra balcanica con ricognizioni di volo a 2200-2500 metri di quota per una lunghezza di più di 200 chilometri.

### Prima guerra mondiale
Durante la prima guerra mondiale la Romania acquistò circa 322 aeromobili da Francia e Gran Bretagna, tra i quali alcuni Nieuport, Farman e Breguet. Il 16 settembre 1916 un Farman F.40 rumeno abbatté un velivolo della Luftstreitkräfte (ovvero l'aeronautica tedesca dell'epoca), riportando così la prima vittoria assoluta dell'aeronautica militare rumena. Alla fine della guerra i piloti rumeni avevano volato per un totale di oltre 11.000 ore, partecipando a circa 750 battaglie aeree.

### Periodo interbellico
Nel periodo che intercorse tra la fine della prima guerra mondiale e l'inizio della seconda l'aeronautica militare rumena attraversò un periodo particolarmente florido. Essa infatti era, dopo la Polonia, la nazione tra quelle del futuro Patto di Varsavia che aveva un'industria aeronautica più forte, in grado di produrre la maggior parte dei velivoli militari e civili allora prodotti in quell'era. In particolare i cacciabombardieri IAR 80 riscossero un ampio successo e furono utilizzati su larga scala sul fronte Est per tutta la durata della seconda guerra mondiale.

### Guerra fredda

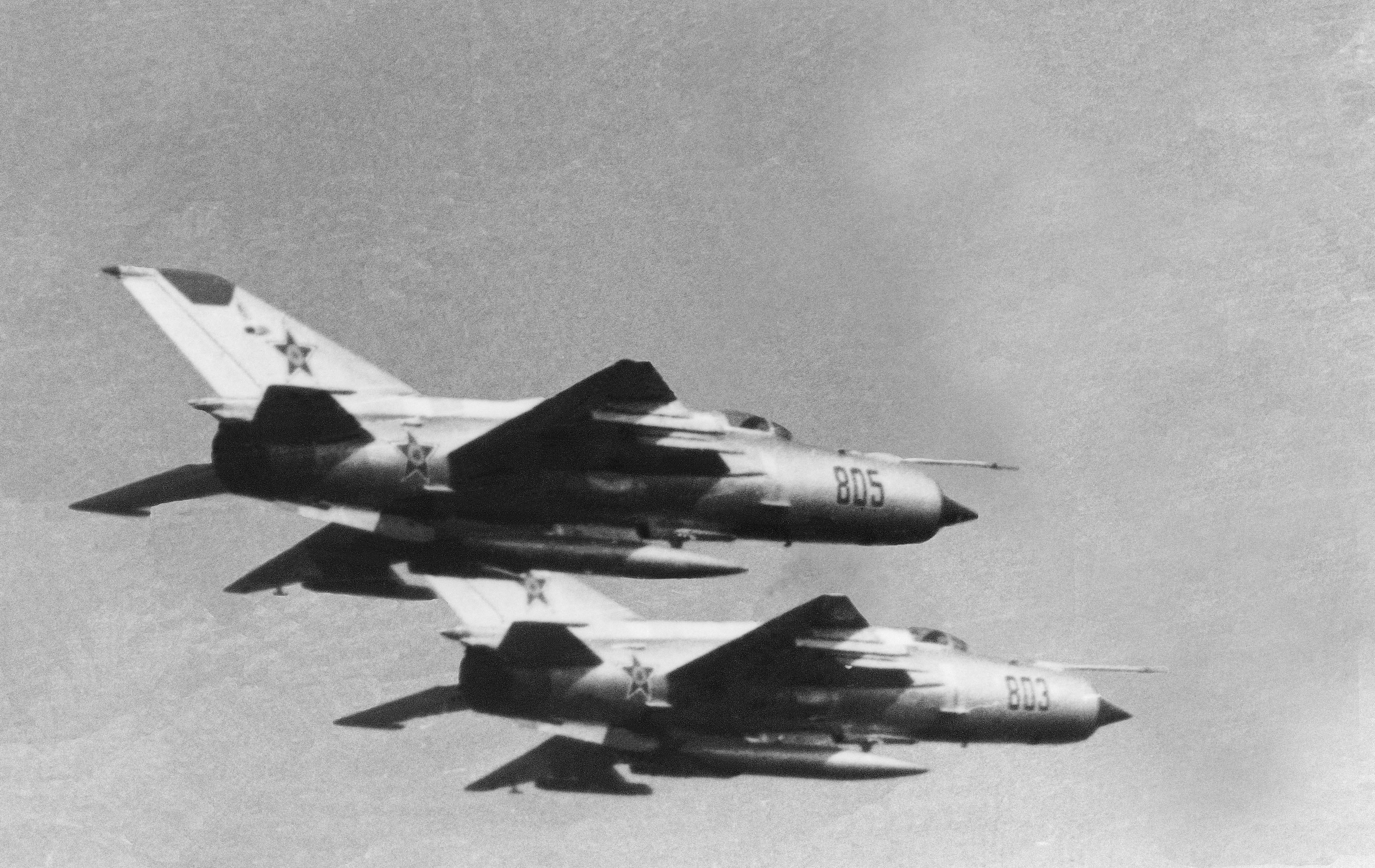
Due MiG-21 rumeni fotografati negli anni '70.

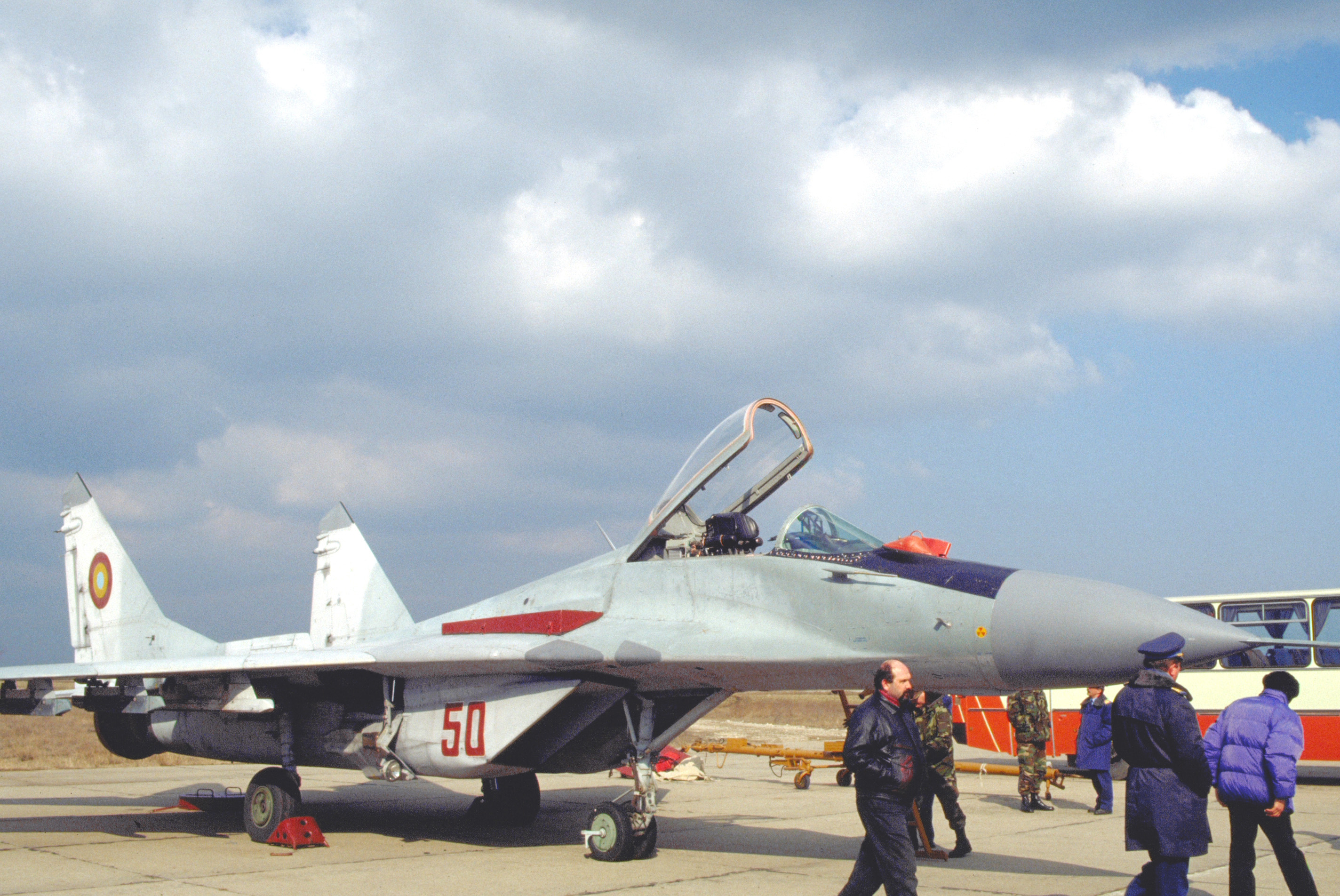
Un MiG-29 dell'aeronautica militare rumena.

Il 15 febbraio 1949 venne istituito il nuovo Comando d'aviazione rumeno all'interno del neonato Armata Populară Română, conforme allo stile sovietico (con le unità organizzate in reggimenti e non più in stormi). Subito entrarono in servizio aeromobili di creazione sovietica, come gli Yakovlev Yak-18, i Polikarpov Po-2, i Lavochkin La-9, i Tupolev Tu-2 e gli Ilyushin Il-10. Nel 1958 entrò in servizio anche il primo caccia supersonico MiG-19 e nel febbraio 1962 fu la volta del MiG-21, che a quei tempi era uno dei migliori caccia in circolazione.
A partire dal 1974 vennero introdotti aeromobili di produzione rumena, come ad esempio lo IAR 93, che effettuò il suo primo volo il 31 ottobre 1974.
Nel 1962 venne istituita la prima sub-unità di elicotteri, equipaggiata nel 1964 con i sovietici Mi-2 e Mi-4.

## Coccarde
Le coccarde rumene utilizzanti i colori della bandiera rumena e usate dalla Armata Română.

Coccarda per velivoli e veicoli dal 1915 al 1941, dal 1944 al 1950 e dal 1984.
Coccarda Forțele Aeriene Regale ale României e esercito dal 1º maggio 1941 al 3 settembre 1944.
Coccarda dal 1950 al 1984 durante il regime comunista.

## Struttura e basi aeree

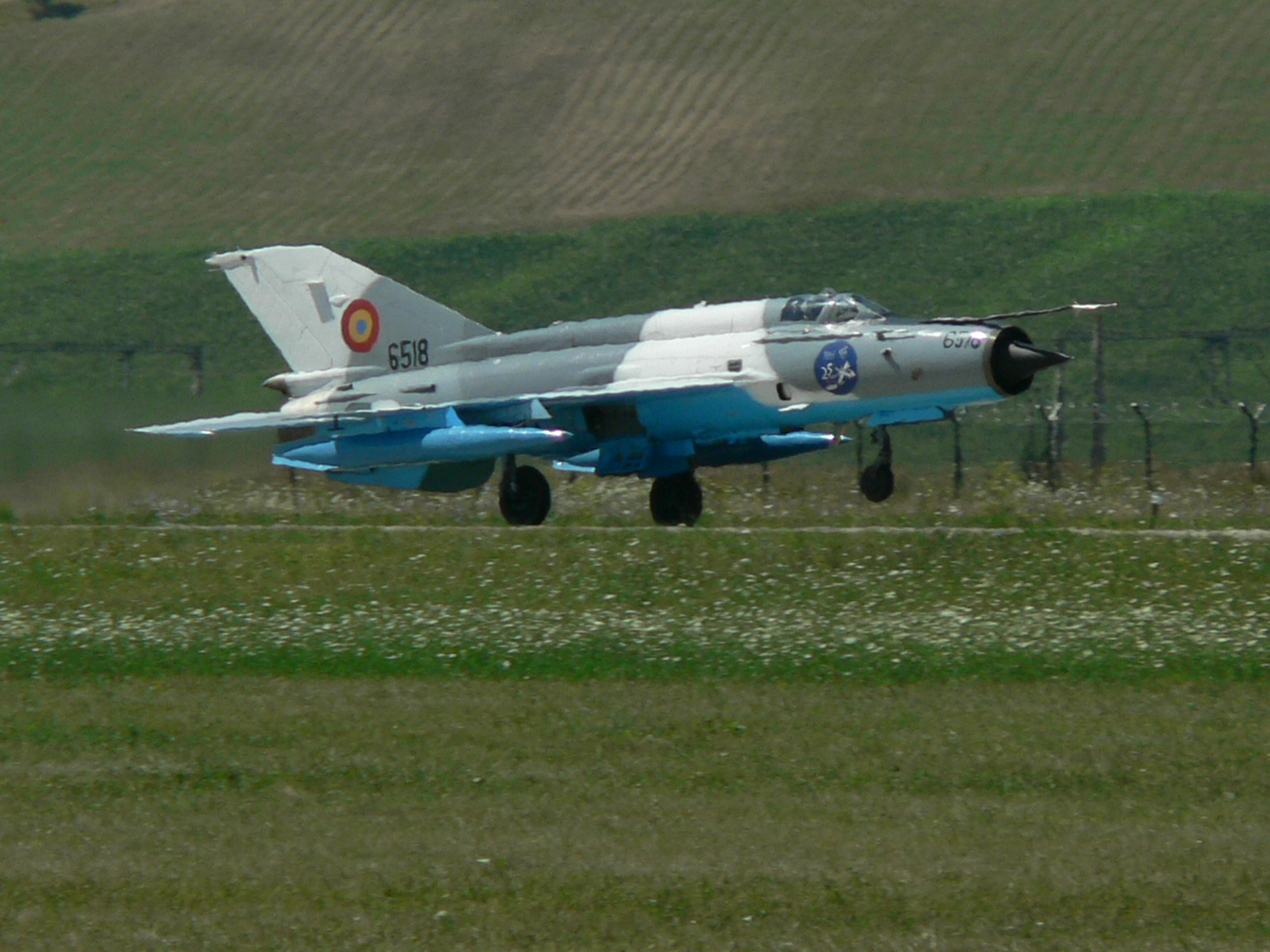
Un MiG-21 LanceR 'C' in fase di decollo dalla 71ª base aerea

- Flotila 71 Aeriană - Câmpia Turzii „General Emanoil Ionescu”
  - Escadrila 711 Aviație Vânătoare - MiG-21 LanceR;
  - Escadrilele 713 și 714 Elicoptere - IAR 330;
- Flotila 86 Aeriană - Fetești
  - Escadrilele 861 Aviație Vânătoare - MiG-21 LanceR;
  - Escadrila 862 Elicoptere - IAR 330;
- Flotila 90 Transport Aerian - București - Otopeni „comandor aviator Gheorghe Bănciulescu”
  - Escadrila 901 Transport Aerian Tactic - C-130 Hercules;
  - Escadrila 902 Transport Aerian și Recunoaștere - Antonov An-26 / Antonov An-30/ C-27J Spartan;
  - Escadrila 903 Elicoptere de Transport - IAR 330;
  - Escadrila 904 Elicoptere de Atac - IAR 330 SOCAT;
  - Escadrila 905 Elicoptere de Atac - IAR 330 SOCAT;
- Flotila 95 Aeriană - Bacău „Erou căpitan aviator Alexandru Șerbănescu”
  - Escadrila 951 Aviație Școală - IAR-99 ȘOIM;
  - Escadrila 952 Elicoptere - IAR 330;
- Escadrila 142 Cercetare - Timișoara - Giarmata - Shadow 600 UAV
- Centrul 2 supraveghere aeriana "NORD"
- Brigada 1 Rachete Sol-Aer „General Nicolae Dăscălescu” (missili: S-75M3 Volhov, P-18, PRV-13, HAWK XXI)
- Baza 91 logistică
- Regimentul 70 Geniu de Aviație
  - 2 battaglioni geneiri
  - 1 battaglione tecnico
  - 1 compagnia di trasporto
- Centrul 85 Comunicații Aero și Informatică (radar Harris RF 5800 V și U - MP, Panther 2000 H 400W/100W; radio: R-845, ACG – 430; radar troposferico R-412, radar R-419; trasmissioni: multicanale digitale, vocale multicanale, STAR).
  - Comandamentul Centrului 85 Comunicații Aero și Informatică
  - Centrul de Comunicații și Informatică pentru Operații
  - Centrul Local de Comunicații și Informatică
  - Grupul mobil de comunicații
  - Subunități de sprijin.
- Tabăra de instrucție și poligonu de trageri sol-aer Capu Midia „Gl. bg. Ion Bungescu”
- Academia Forțelor Aeriene „Henri Coandă”
- Școala de Aplicație pentru Forțele Aeriene „Aurel Vlaicu” (Yakovlev Yak-52, IAR 99, IAR 316)
- Școala de Maiștri Militari și Subofițeri a Forțelor Aeriene „Traian Vuia”

| Nome                               | Codice aeroportuale IATA | Quartier generale   | Regione               |
| ---------------------------------- | ------------------------ | ------------------- | --------------------- |
| 71ª base aerea                     | -                        | Câmpia Turzii       | Distretto di Cluj     |
| 86ª base aerea                     | -                        | Fetești             | Distretto di Ialomița |
| 90ª base aerea                     | OTP                      | Bucarest-Otopeni    | Distretto di Ilfov    |
| 95ª base aerea                     | BCM                      | Bacău               | Distretto di Bacău    |
| 57 base aerea (riserva)            | CND                      | Mihail Kogălniceanu | Distretto di Costanza |
| 93ª base aerea (riserva)           | TSR                      | Timișoara           | Distretto di Timiș    |
| Scuola di volo Aurel Vlaicu        | -                        | Boboc               | Distretto di Buzău    |
| Accademia aeronautica Henri Coandă | -                        | Ghimbav             | Distretto di Brașov   |

Sezione spostata nella pagina Mikoyan-Gurevich MiG-21.

## Aeromobili in uso
Sezione aggiornata annualmente in base al World Air Force di Flightglobal del corrente anno. Tale dossier non contempla UAV, aerei da trasporto VIP ed eventuali incidenti accorsi durante l'anno della sua pubblicazione. Modifiche giornaliere o mensili che potrebbero portare a discordanze nel tipo di modelli in servizio e nel loro numero rispetto a WAF, vengono apportate in base a siti specializzati, periodici mensili e bimestrali. Tali modifiche vengono apportate onde rendere quanto più aggiornata la tabella.
| Aeromobile                           | Origine          | Tipo                                                                         | Versione (denominazione locale)            | In servizio (2024) | Note | Immagine |
| Aerei da combattimento               |                  |                                                                              |                                            |                    | |          |
| Lockheed F-16 Fighting Falcon        | Stati Uniti      | caccia multiruoloconversione operativacaccia multiruoloconversione operativa | F-16A MLU M5.2RF-16B MLU M5.2RF-16AMF-16BM | 134132             | 12 aerei (9 monoposto e tre biposto) ordinati nel 2013, usati dal Portogallo. Questo primo lotto è stato consegnato tra l'ottobre 2016 ed il settembre 2017. Gli aerei sono stati aggiornati allo standard operativo MLU M5.2R da parte dell'azienda aeronautica portoghese OGMA con il supporto di Lockheed Martin. A luglio 2019 il governo ha dato il via libera all'acquisizione di ulteriori 5 F-16 (4 F-16A e 1 F-16B) ex portoghesi, consegnati tra l'agosto 2020 ed il marzo 2021. Il 3 novembre 2020 la Romania è stata autorizzata dagli Stati Uniti ad un aggiornamento di tutti i velivoli ex portoghesi. Tale aggiornamento comprenderà migliorie all'avionica, al software, alle apparecchiature di comunicazione e di navigazione, alla cabina di pilotaggio e un maggiore supporto logistico. Nel dicembre 2021, il ministro della difesa rumeno ha chiesto al parlamento di acquistare 32 velivoli F-16A/B MLU radiati dalla Aeronautica norvegese. Il 4 novembre 2022, la richiesta è stata approvata dal Parlamento rumeno, e la Norwegian Defence Material Agency (NDMA) ha firmato il contratto del valore di 388 milioni di euro per la vendita degli F-16AM/BM. Il contratto comprende parti di ricambio, attrezzature di supporto, servizio di manutenzione e formazione tecnica. Primi 3 aerei, due F-16AM e un F-16BM consegnati a fine novembre 2023. Ulteriori 3 F-16AM consegnati il 19 aprile 2024. 3 aerei consegnati il 28 giugno 2024. Tre aerei consegnati a fine ottobre 2024. Tre aerei (due monoposto e un biposto) consegnati a dicembre 2024. |          |
| Aeromobili a pilotaggio remoto - UAV |                  |                                                                              |                                            |                    | |          |
| Bayraktar TB2                        | Turchia          | UAV                                                                          | TB2                                        | 0                  | 18 TB2 ordinati ad aprile 2023. |          |
| Elbit Watchkeeper X                  | Israele          | UAV                                                                          | Watchkeeper X                              | 0                  | 3 Watchkeeper X selezionati il 21 dicembre 2022 ed ordinati a giugno 2023. |          |
| AAI RQ-7 Shadow                      | Stati Uniti      | UAV                                                                          | Shadow-600                                 | 7                  | 11 RQ-7 consegnati, di cui 6 ordinati nel 1997 ed entrati in servizio a partire dal 1999, più ulteriori 5 ordinati nel 2000. |          |
| Aerei da trasporto                   |                  |                                                                              |                                            |                    | |          |
| Lockheed C-130 Hercules              | Stati Uniti      | aereo da trasporto                                                           | C-130BC-130H                               | 4                  | 1 C-130B ricevuto nel 1996, seguito da altri 3 C-130B nel 1997. 1 C-130H ricevuto nel 2007 e uno il 14 dicembre 2021. Un ulteriore C-130H ex USAF è stato consegnato il 15 settembre 2023. |          |
| Alenia C-27J Spartan                 | Italia           | aereo da trasporto tattico                                                   | C-27J                                      | 7                  | 7 aerei ordinati a dicembre 2007, consegnati tra l'aprile 2010 ed il gennaio 2015. |          |
| Antonov An-26 Curl                   | Unione Sovietica | aereo da trasporto tattico                                                   | An-26                                      | 1                  | |          |
| Antonov An-30 Clank                  | Unione Sovietica | aerofotogrammetria                                                           | An-30                                      | 2                  | Utilizzato per effettuare rilevazioni cartografiche aeree. |          |
| Aerei da addestramento               |                  |                                                                              |                                            |                    | |          |
| IAR 99 'Şoim'                        | Romania          | aereo da addestramento                                                       | IAR-99C                                    | 21                 | 17 IAR 99 consegnati dal 1987 al 1989. 12 esemplari sono stati aggiornati allo standard IAR 99C. Gli IAR 99C sono dotati di strumentazione digitale. A dicembre 2020 l'Aeronautica rumena ha concluso con l'israeliana Elbit System un contratto per l'aggiornamento dell'avionica di 10 dei 17 aerei in servizio, con il primo aereo che dovrebbe essere riconsegnato nel 2022. |          |
| Yakovlev Yak-52                      | Romania          | aereo da addestramento basico                                                | Yak-52                                     | 14                 | 30 Yak-52 entrati in servizio a partire dal 1985. |          |
| Elicotteri                           |                  |                                                                              |                                            |                    | |          |
| IAR 330                              | Francia Romania  | elicottero d'attaccoSARelicottero da trasporto                               | IAR-330 SOCATIAR-330LIAR-330M              | 55                 | Gli IAR-330 SOCAT inizialmente erano 24: uno è andato perduto in un incidente. Un esemplare SAR è stato perso il 2 marzo 2022. |          |
| IAR 316 Alouette III                 | Francia Romania  | elicottero da addestramento                                                  | IAR-316B                                   | 7                  | 125 consegnati. |          |

## Aeromobili ritirati
- Antonov An-2R Colt
- Antonov An-2T Colt
- IAR 93 Vultur
- Mikoyan-Gurevich MiG-29A Fulcrum - 17 esemplari (1989-2003)[42]
- Mikoyan-Gurevich MiG-29B Fulcrum - 5 esemplari (1989-2003)[42]
- Mikoyan-Gurevich MiG-29S Fulcrum - 1 esemplari (1992-2003)[43]
- Mikoyan-Gurevich MiG-23MF Flogger - 36 esemplari (1979-2003)[44]
- Mikoyan-Gurevich MiG-23UB Flogger - 10 esemplari (1979-2003)[44]
- IAI Aerostar MiG-21 LanceR-A - 71 esemplari (1997-2023)[44][45][46][47][48]
- IAI Aerostar MiG-21 LanceR-C - 25 esemplari (1997-2023)[44][45][46][47][48]
- IAI Aerostar MiG-21 LanceR-B - 14 esemplari (1997-2023)[44][45][46][47][48]
- Mikoyan-Gurevich MiG-21F-13 Fishbed-C - 24 esemplari (1962-?)[44][46][48]
- Mikoyan-Gurevich MiG-21PF Fishbed-D - 38 esemplari (1962-1997)[44][46][48]
- Mikoyan-Gurevich MiG-21PFM Fishbed-E - 56 esemplari (1962-1997)[44][46][48]
- Mikoyan-Gurevich MiG-21R Fishbed-H - 12 esemplari (1962-1997)[44][46][48]
- Mikoyan-Gurevich MiG-21M Fishbed-H - 68 esemplari (1962-1997)[44][46][48]
- Mikoyan-Gurevich MiG-21MF/MF-75 Fishbed-J - 74 esemplari (1962-1997)[44][46][48]
- Mikoyan-Gurevich MiG-21U400/600 Mongol-A - 7 esemplari (1962-1997)[44][46][48]
- Mikoyan-Gurevich MiG-21US Mongol-B - 11 esemplari (1962-1997)[44][46][48]
- Mikoyan-Gurevich MiG-21UMS Mongol-A
B - 32 esemplari (1962-1997)[44][46][48]
- Harbin H-5
- Aero L-39 Albatros
- Aero L-29 Delfin
- Mikoyan-Gurevich MiG-15UTI
- Avia CS-102

## Difesa aerea
| Nome                       | Origine     | Tipo                                              | Versione                   | In servizio                          | Note                                                 | Immagine |
| MIM-104 Patriot            | Stati Uniti | missile terra-aria (SAM - Surface-to-Air Missile) |                            | - 56/256 PAC-2 GEM-T - 168 PAC-3 MSE | 4 batterie di lancio                                 |          |
| Raytheon MIM-23 Hawk       | Stati Uniti | missile terra-aria (SAM - Surface-to-Air Missile) | Hawk XXI                   | 224                                  | 8 batterie di lancio                                 |          |
| RIM-161 Standard Missile 3 | Stati Uniti | missile terra-aria (SAM - Surface-to-Air Missile) | RIM-161 Standard Missile 3 | 24                                   | 3 batterie di lancio del NATO missile defence system |          |